# Dötlingen
Dötlingen település Németországban, azon belül Alsó-Szászország tartományban. Lakosainak száma 6524 fő (2023. december 31.).

## Népesség
A település népességének változása:
| Lakosok száma | 6217 | 6177 | 6259 | 6380 | 6483 | 6524 |
|               | 2016 | 2017 | 2019 | 2021 | 2022 | 2023 |